# マリア・クレメンティナ・ソビエスカ
マリア・クレメンティナ・ソビエスカ（英語: Maria Clementina Sobieski, ポーランド語: Maria Klementyna Sobieska, 1702年7月18日 - 1735年1月18日）は、イングランドの「老僭王」ジェームズ・フランシス・ステュアートの妃。

## 生涯
ポーランド王ヤン3世ソビエスキの長男ヤクプ・ルドヴィク・ソビエスキと、プファルツ選帝侯フィリップ・ヴィルヘルムの娘ヘートヴィヒ・エリーザベトの間に生まれ、当時のヨーロッパでは資産家の娘として知られた。マリアがジェームズと婚約すると、彼に後継者が生まれるのを恐れたジョージ1世は結婚に反対した。ジョージの依頼により、神聖ローマ皇帝カール6世は、結婚のためイタリアに向かうマリアを捕らえた。マリアはインスブルックの城に留め置かれたが、警備兵がマリアを逃がし、ボローニャにたどり着いた。

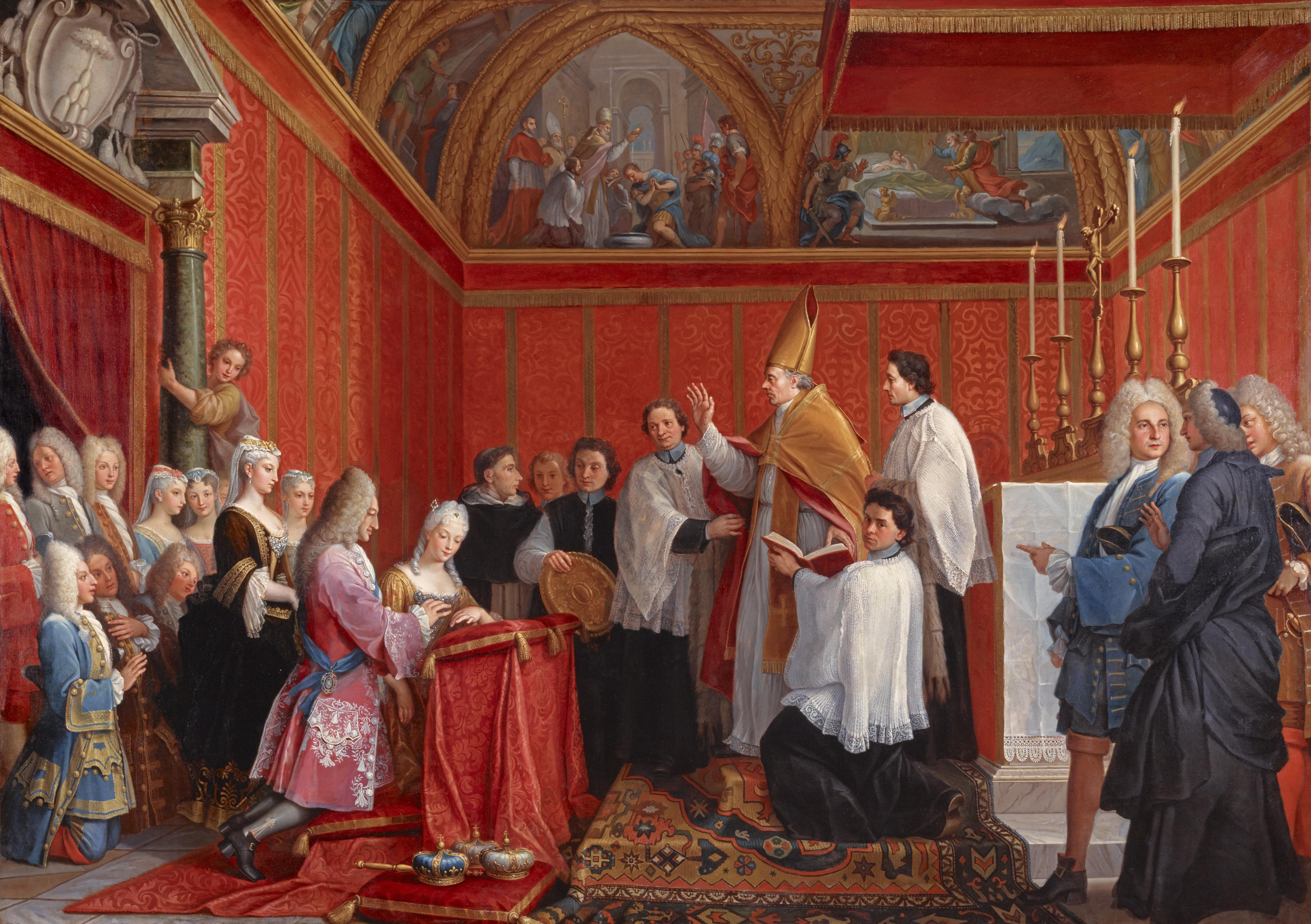
1719年9月1日のモンテフィアスコーネでのジェームズ・フランシス・エドワード・ステュアート王子とマリア・クレメンティナ・ソビエスカ王女の結婚式（アゴスティーノ・マスッチ画、1735年頃）

1719年9月、モンテフィアスコーネの聖マルゲリータ大聖堂でマリアはジェームズと結婚した。ローマ教皇クレメンス11世は、2人をカトリックのイングランド王夫妻として扱い、ローマに滞在するよう要請した。教皇は2人に教皇庁の警護兵を与え、ローマに邸宅とアルバノに別荘を与えた。カトリック教会からも12,000クラウンもの年金が与えられた。マリアとジェームズには2子が生まれた。「若僭王」チャールズ・エドワードとヘンリー・ベネディクトである。
2人の結婚生活はうまくいかなかった。次男ヘンリーの誕生後、マリアは一人ローマの聖チェチーリア修道院へ身を寄せた。彼女は夫の不貞を訴えたが、ジェームズは夫と子供を置いて出奔したことは罪深いことだと反論した。2人が和解するまで2年以上かかり、その間彼女は沈みがちになり、祈りの生活を送った。マリアはわずか32歳で、1735年に亡くなった。彼女は王族の礼をもって、ローマのサン・ピエトロ大聖堂に葬られた。教皇ベネディクトゥス14世は、彫刻家ピエトロ・ブラッチに命じて聖堂内に彼女の彫像をつくらせた。

## 子女
- チャールズ・エドワード（1720年 - 1788年）
- ヘンリー・ベネディクト（1725年 - 1807年）